# The Son of No One
The Son of No One (br: Anti-Heróis / pt: Impune) é um filme norte-americano de 2011 do gênero ação, dirigido por Dito Montiel e baseado em romance homônimo, escrito por Montiel.

## Sinopse
Jonathan White (Channing Tatum) é um jovem policial que recebe a designação de cuidar da segurança do bairro onde foi criado. É lá que ainda se esconde um terrível segredo que pode mudar sua vida para sempre.

## Elenco
- Channing Tatum .... Oficial Jonathan White
- Tracy Morgan .... Vincent Carter ("Vinnie")
- Katie Holmes .... Kerry White
- Ray Liotta .... Capitão Marion Mathers
- Juliette Binoche .... Lauren Bridges
- Al Pacino .... Detetive Stanford

## Filmagens
As filmagens ocorreram entre fevereiro e abril de 2010 no Queens, Nova Iorque, com várias cenas filmadas nas Casas Queensbridge em Long Island City. Grande parte do filme se passa em 2002, embora há flashbacks de 1986.
O filme foi selecionado para fechar o Sundance Film Festival 2011 em 30 de janeiro de 2011. Anchor Bay garantiu direitos de distribuição do filme.

## Recepção
O filme recebeu críticas negativas por parte dos críticos, ganhando uma classificação de 18% no Rotten Tomatoes baseada em 34 avaliações. No consenso: "Desnecessários floreios estilísticos e histórias totalmente ilógicas fazem The Son of No One, horrível repugnante".

## Prêmios
| Prêmio              | Categoria                   | Ator          | Resultado | Ref.  |
| ------------------- | --------------------------- | ------------- | --------- | ----- |
| Young Artist Awards | Melhor Ator Mirim em Cinema | Brian Gilbert | Indicado  | [ 2 ] |